# It Never Rains in Southern California
It Never Rains in Southern California är en låt av Albert Hammond. Den var en stor hit 1972. Den nådde bland annat förstaplatsen på Tio i topp i Sverige 1973. 
Sången spelades in som cover av gruppen Tony! Toni! Tone! som 1990 hade en hit med den. Den finns också av Barry Manilow. Andra som gjort covers på låten är Saori Minami 1973 på albumet Kizu Tsuku Sedai samt countrygruppen, Trent Summar & The New Row Mob år in 2000.
Dansbandet Lappligan spelade 1973 in den med en text på svenska av Gösta Widell under titeln Borta bra men hemma bäst. 

## Listplaceringar

### Albert Hammond
| Lista (1972-1973)                     | Topplacering |
| ------------------------------------- | ------------ |
| Japan (Oricons internationella lista) | 1            |
| Japan (Oricons singellista)           | 1            |
| Nederländerna                         | 21           |
| Norge                                 | 3            |
| Schweiz                               | 5            |
| Sverige (Tio i topp)                  | 1            |
| USA (Billboard) AC                    | 2            |
| USA (Billboard) Hot 100               | 5            |
| Västtyskland                          | 9            |

### Saori Minami
| Lista (1973)                | Topplacering |
| --------------------------- | ------------ |
| Japan (Oricons singellista) | 77           |

### Trent Summar & the New Row Mob
| Lista (2000)                    | Topplacering |
| ------------------------------- | ------------ |
| USA Billboard Hot Country Songs | 74           |

### Fotnoter
1. 1 2  ”Tio i topp”. Arkiverad från originalet den 30 augusti 2010. https://web.archive.org/web/20100830142155/http://hem.passagen.se/sandgren/d5.htm. Läst 13 maj 2011.
2. ↑  ”Svensk mediedatabas”. http://smdb.kb.se/catalog/id/001461394. Läst 13 maj 2011.
3. ↑  ”List of number-one singles on the Japanese Oricon International Chart (1968-2000)”. Oricon. Arkiverad från originalet den 21 april 2015. https://web.archive.org/web/20150421200743/http://www18.ocn.ne.jp/~hbr/JPP1.htm. Läst 1 augusti 2008.
4. ↑  ”Listplacering”. http://dutchcharts.nl/showitem.asp?interpret=Albert+Hammond&titel=It+Never+Rains+In+Southern+California&cat=s. Läst 13 maj 2011.
5. ↑  ”Listplacering”. http://norwegiancharts.com/showitem.asp?interpret=Albert+Hammond&titel=It+Never+Rains+In+Southern+California&cat=s. Läst 13 maj 2011.
6. ↑  ”Listplacering”. Arkiverad från originalet den 12 oktober 2012. https://web.archive.org/web/20121012035124/http://www.hitparade.ch/showitem.asp?interpret=Albert%20Hammond&titel=It%20Never%20Rains%20In%20Southern%20California&cat=s. Läst 13 maj 2011.
7. 1 2  ”Albert Hammond Billboard Chart History” (på engelska). Billboard. https://www.billboard.com/artist/albert-hammond/. Läst 23 oktober 2022.
8. ↑  Günter Ehnert (ed.): Hit Bilanz. Deutsche Chart Singles 1956 - 1980. Hamburg: Taurus Press 1990, p. 91
9. ↑  ”- Yamachan Land (Archives of the Japanese record charts) - Singles Chart Daijiten - Saori Minami” (på japanska). 30 december 2007. Arkiverad från a-南 沙織 originalet den 1 februari 2009. https://web.archive.org/web/20090201032710/http://www7a.biglobe.ne.jp/~yamag/single/msaori.html. Läst 12 januari 2009.